# 1064
Il 1064 (MLXIV in numeri romani) è un anno bisestile dell'XI secolo.

## Eventi

### Per luogo

#### Europa
- 31 Maggio - Papa Alessandro II convoca il Concilio di Mantova[1], che sancì l'assoluzione di Alessandro II,[2] riconosciuto definitivamente come papa, dall'accusa di simonia e la scomunica dell'antipapa Onorio II.[3]
- 10 Giugno - Papa Alessandro II emana un atto con il quale concede l'indulgenza a coloro che partecipino alla guerra contro i Mori, che si combatte nella penisola iberica.
- La contessa Adelaide di Susa cede ai monaci benedettini della Sacra di San Michele i diritti politico-economici riguardanti la città di Pinerolo, il borgo di San Verano porto Maurizio (in Liguria), Porte e diversi altri terreni. I monaci cominciarono in questo anno nella zona di San Verano ad edificare l'abbazia di Santa Maria, poi consacrata a san Verano di Cavaillon.
- Aroldo II d'Inghilterra sposa Edith di Mercia, figlia del conte Ælfgar di Mercia.
- Aroldo II naufraga sulle coste del Ponthieu, e viene catturato dal conte Guido I.
- I Turchi selgiuchidi invadono l'Anatolia, occupando Caesarea ed Ani, marcando l'inizio delle incursioni turche nell'Anatolia.

### Per argomento

#### Geologia
- Prima eruzione nota del Sunset Crater Volcano, nei pressi di Flagstaff, Arizona.

#### Architettura
- Inizio dei lavori per la costruzione del Duomo di Pisa

## Nati
- Al-Abiwardi, poeta e storico persiano († 1113)

## Morti
- 15 agosto - Ibn Hazm, giurista e letterato arabo (n. 994)
- 17 ottobre - Rodolfo Gabrielli, vescovo e santo italiano (n. 1034)
- 29 novembre - Al-Kunduri, funzionario persiano (n. 1024)
- Akkadevi, politica indiana (n. 1010)
- Alberto di Marmoutier, abate francese
- Ibn Rashī´q, poeta arabo (n. 1000)

## Calendario
| Calendario 1064 | Calendario 1064 | Calendario 1064 | Calendario 1064 | Calendario 1064 | Calendario 1064 | Calendario 1064 | Calendario 1064 | Calendario 1064 | Calendario 1064 | Calendario 1064 | Calendario 1064 | Calendario 1064 | Calendario 1064 | Calendario 1064 | Calendario 1064 | Calendario 1064 | Calendario 1064 | Calendario 1064 | Calendario 1064 | Calendario 1064 | Calendario 1064 | Calendario 1064 | Calendario 1064 | Calendario 1064 | Calendario 1064 | Calendario 1064 | Calendario 1064 | Calendario 1064 | Calendario 1064 | Calendario 1064 | Calendario 1064 | Calendario 1064 |
| --------------- | --------------- | --------------- | --------------- | --------------- | --------------- | --------------- | --------------- | --------------- | --------------- | --------------- | --------------- | --------------- | --------------- | --------------- | --------------- | --------------- | --------------- | --------------- | --------------- | --------------- | --------------- | --------------- | --------------- | --------------- | --------------- | --------------- | --------------- | --------------- | --------------- | --------------- | --------------- | --------------- |
|                 | 1               | 2               | 3               | 4               | 5               | 6               | 7               | 8               | 9               | 10              | 11              | 12              | 13              | 14              | 15              | 16              | 17              | 18              | 19              | 20              | 21              | 22              | 23              | 24              | 25              | 26              | 27              | 28              | 29              | 30              | 31              |                 |
| Gennaio         | Gi              | Ve              | Sa              | Do              | Lu              | Ma              | Me              | Gi              | Ve              | Sa              | Do              | Lu              | Ma              | Me              | Gi              | Ve              | Sa              | Do              | Lu              | Ma              | Me              | Gi              | Ve              | Sa              | Do              | Lu              | Ma              | Me              | Gi              | Ve              | Sa              |                 |
| Febbraio        | Do              | Lu              | Ma              | Me              | Gi              | Ve              | Sa              | Do              | Lu              | Ma              | Me              | Gi              | Ve              | Sa              | Do              | Lu              | Ma              | Me              | Gi              | Ve              | Sa              | Do              | Lu              | Ma              | Me              | Gi              | Ve              | Sa              | Do              |                 |                 |                 |
| Marzo           | Lu              | Ma              | Me              | Gi              | Ve              | Sa              | Do              | Lu              | Ma              | Me              | Gi              | Ve              | Sa              | Do              | Lu              | Ma              | Me              | Gi              | Ve              | Sa              | Do              | Lu              | Ma              | Me              | Gi              | Ve              | Sa              | Do              | Lu              | Ma              | Me              |                 |
| Aprile          | Gi              | Ve              | Sa              | Do              | Lu              | Ma              | Me              | Gi              | Ve              | Sa              | Do              | Lu              | Ma              | Me              | Gi              | Ve              | Sa              | Do              | Lu              | Ma              | Me              | Gi              | Ve              | Sa              | Do              | Lu              | Ma              | Me              | Gi              | Ve              |                 |                 |
| Maggio          | Sa              | Do              | Lu              | Ma              | Me              | Gi              | Ve              | Sa              | Do              | Lu              | Ma              | Me              | Gi              | Ve              | Sa              | Do              | Lu              | Ma              | Me              | Gi              | Ve              | Sa              | Do              | Lu              | Ma              | Me              | Gi              | Ve              | Sa              | Do              | Lu              |                 |
| Giugno          | Ma              | Me              | Gi              | Ve              | Sa              | Do              | Lu              | Ma              | Me              | Gi              | Ve              | Sa              | Do              | Lu              | Ma              | Me              | Gi              | Ve              | Sa              | Do              | Lu              | Ma              | Me              | Gi              | Ve              | Sa              | Do              | Lu              | Ma              | Me              |                 |                 |
| Luglio          | Gi              | Ve              | Sa              | Do              | Lu              | Ma              | Me              | Gi              | Ve              | Sa              | Do              | Lu              | Ma              | Me              | Gi              | Ve              | Sa              | Do              | Lu              | Ma              | Me              | Gi              | Ve              | Sa              | Do              | Lu              | Ma              | Me              | Gi              | Ve              | Sa              |                 |
| Agosto          | Do              | Lu              | Ma              | Me              | Gi              | Ve              | Sa              | Do              | Lu              | Ma              | Me              | Gi              | Ve              | Sa              | Do              | Lu              | Ma              | Me              | Gi              | Ve              | Sa              | Do              | Lu              | Ma              | Me              | Gi              | Ve              | Sa              | Do              | Lu              | Ma              |                 |
| Settembre       | Me              | Gi              | Ve              | Sa              | Do              | Lu              | Ma              | Me              | Gi              | Ve              | Sa              | Do              | Lu              | Ma              | Me              | Gi              | Ve              | Sa              | Do              | Lu              | Ma              | Me              | Gi              | Ve              | Sa              | Do              | Lu              | Ma              | Me              | Gi              |                 |                 |
| Ottobre         | Ve              | Sa              | Do              | Lu              | Ma              | Me              | Gi              | Ve              | Sa              | Do              | Lu              | Ma              | Me              | Gi              | Ve              | Sa              | Do              | Lu              | Ma              | Me              | Gi              | Ve              | Sa              | Do              | Lu              | Ma              | Me              | Gi              | Ve              | Sa              | Do              |                 |
| Novembre        | Lu              | Ma              | Me              | Gi              | Ve              | Sa              | Do              | Lu              | Ma              | Me              | Gi              | Ve              | Sa              | Do              | Lu              | Ma              | Me              | Gi              | Ve              | Sa              | Do              | Lu              | Ma              | Me              | Gi              | Ve              | Sa              | Do              | Lu              | Ma              |                 |                 |
| Dicembre        | Me              | Gi              | Ve              | Sa              | Do              | Lu              | Ma              | Me              | Gi              | Ve              | Sa              | Do              | Lu              | Ma              | Me              | Gi              | Ve              | Sa              | Do              | Lu              | Ma              | Me              | Gi              | Ve              | Sa              | Do              | Lu              | Ma              | Me              | Gi              | Ve              |                 |